# Batalla de Mercredesburne
La Batalla de Mercredesburne fue una batalla entre el ejército del líder sajón Aelle y los britanos, en el año 485.

## Trasfondo
La fundación legendaria del Reino de Sussex es proporcionada por la Crónica anglosajona, que afirma que en el año 477 d. C. Aelle llegó a un lugar llamado Cymenshore con sus tres hijos Cymen, Wlenking y Cissa. La crónica describe cómo al desembarcar Aelle mató a los defensores locales y llevó el aviso al Bosque de Andred y entonces continúa describiendo la batalla de Aelle con los britanos en 485 cerca del banco de Mercredesburne, y su asedio a Pevensey en 491, después del cual sus habitantes fueron masacrados.
El historiador y arqueólogo, Marin Welch sugiere que el área entre el Ouse y los valles de Cuckmere en Sussex fueron cedidos a los anglosajones por los britanos en un tratado de asentamiento. Nennio, un monje y cronista galés del siglo IX, describe cómo el líder britano Vortigern organizó un encuentro con el líder anglosajón Hengest para llegar a un acuerdo. Vortigern y trescientos líderes britanos se encontraron con Hengest, supuestamente para ratificar el tratado, sin embargo los hombres de Hengest asesinaron a todos los compañeros de Vortigern, después de emborracharlos. Vortigern fue entonces coaccionado a aceptar un acuerdo que incluía la cesión de Sussex a los anglosajones y la sugerencia de que Merecredesburne significa "río de la frontera aceptada por acuerdo" es vista como una confirmación de esta reivindicación.

## Batalla

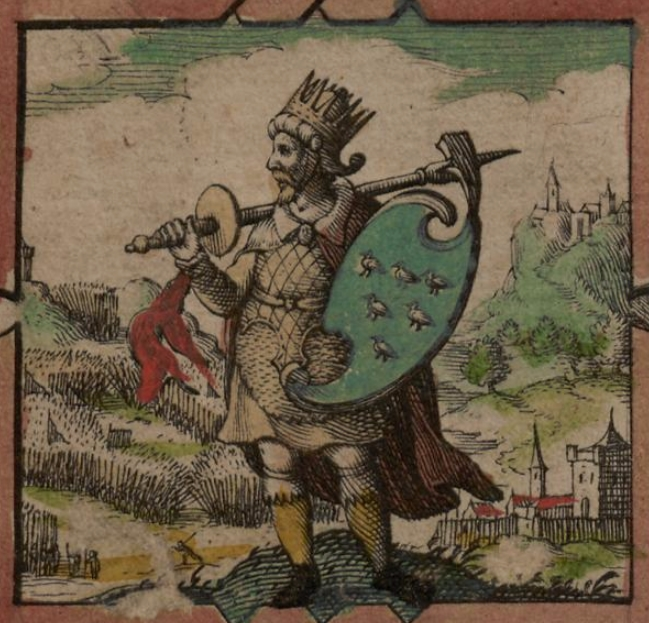
17th century depiction of Ælle

Según la Crónica anglosajona, en 485, Aelle libró una batalla con los britanos en Mercredesburne. Otras versiones sobre la batalla derivan de descripciones más elaboradas, como la de Enrique de Huntingdon, una versión de un historiador del siglo XII que sugiere que cuando el ejército de Aelle y sus hijos se enfrentaron a los britanos ningún bando ganó y ambos lados se prometieron amistad aunque después del suceso los anglosajones enviaron una petición a sus países natales en Germania para recibir más tropas.
El cronista del siglo XIV Roger de Wendover incluso nombra al líder de las fuerzas britanas como Aurelio Ambrosio.
El problema para los historiadores es que la Crónica anglosajona fue encargada en el reinado de Alfredo el Grande 400 años después de los supuestos hechos. Hay alguna evidencia de que los anglosajones usaban runas en aquella época. However their culture was largely of an oral tradition  and they did not really start writing down legal and historical events until they were evangelised, this would have been the late 7th century for the South Saxons. The early Christian chroniclers would have taken most of their references for the early period from oral sources such as poetry. Sin embargo su cultura era principalmente de tradición oral y realmente no empezaron a escribir sucesos legales e históricos hasta que fueron evangelizados, siendo esto a finales del siglo VII para los sajones del sur. Los primeros cronistas cristianos habrían tomado la mayoría de sus referencias para el periodo más temprano de fuentes orales como la poesía. Los historiadores medievales produjeron entonces versiones adornadas de los cronistas para adaptarlas a sus propios propósitos.

## Desenlace
La Crónica anglosajona no provee ninguna información sobre la muerte de Aelle o sus sucesores, pero Enrique de Huntington sugiere que Aelle murió como el primer rey de Sussex en 515 y que fue sucedido por su hijo Cissa.

## Ubicación
El emplazamiento de la batalla es desconocido. Los aldeanos de Ashburnham y Penhurst, en East Sussex, mantienen una tradición de que una obra de tierra presajona conocida como Town Creep, situada en Creep Wood que une las dos aldeas, fue el sitio de Mercredesburne. La tradición oral que sobrevivió al final del siglo XIX se refería a la obra de tierra como el sitio de una ciudad que fue asediada y destruida por los sajones. En 1896 miembros de la Sociedad Arqueológica de Sussex investigaron esta afirmación, y subsecuentemente publicaron un papel concluyendo que la obra de tierra era una posible ubicación para la batalla de Mercredesburne, y que el nombre moderno, Town Creep, podía haber sido una etimología derivada de la parte "Mercrede", pese a que "burne" (o corriente) puede referirse a la corriente de Ashburn que corre bajo la obra de tierra.